# François Hüe
François Henri Maurice Roger Hüe (* 19. Dezember 1905 in Béziers; † 23. Januar 1972 in der Villejuif, Département Val-de-Marne) war ein französischer Ornithologe und Naturschützer.

## Leben
Hüe war der Sohn von Joseph Hüe sowie der Enkel der Historikerin Mathilde Bellaud-Dessalles. Er absolvierte ein humanistisches Studium am Collège de la Trinité in Lyon und studierte anschließend in Paris an der Sorbonne. Nach seiner Rückkehr in die Provinz Languedoc widmete sich Hüe der Biologie und insbesondere der Entomologie. Er interessierte sich zunächst für Hautflügler und später für Käfer, von denen er eine prachtvolle Sammlung zusammentrug, die sich heute im American Museum of Natural History befindet. Im Alter von zwanzig Jahren erschien Hües erste Schrift, ein Gedichtband mit dem Titel Le voyageur sédentaire. Ab 1937 arbeitete er als Ornithologe und beobachtete Vögel in allen Teilen der Welt. In der Folgezeit erschienen zahlreiche Schriften, darunter die Werke Les Oiseaux du Nord de Afrique, Les Oiseaux du Proche et Moyen Orient, Les Oiseaux de Chine, de Corée, et de Mongolie, die er gemeinsam mit seinem Freund Robert-Daniel Etchécopar verfasste. 1956 veröffentlichte die UNESCO eine bedeutende Studie von Hüe und Etchecopar über die Avifauna der arabisch-saharischen Wüstenregion mit dem Titel Données écologiques sur l’avifaune dans la zone désertique arabo-saharienne.  
Hüe war wissenschaftlicher Mitarbeiter am ornithologischen Labor des Muséum national d’histoire naturelle in Paris. Er war Mitglied der Société ornithologique de France sowie der Société d’Études Ornithologiques de France, unternahm zahlreiche Reisen und veröffentlichte in den Zeitschriften dieser Gesellschaften mehrere Studien über die Vogelwelt des Mittelmeerraums, Nordafrikas, des Nahen und des Mittleren Ostens.   
Hüe war von 1967 bis 1972 Präsident der Société nationale de protection de la nature (SNPN) und initiierte 1968 die Gründung der Fédération française des sociétés de protection de la nature, heute France Nature Environnement. Von 1963 bis Januar 1972 war er auch Präsident der Amis de Pézenas. Er war Vorsitzender der Naturschutzgesellschaft der Region Languedoc-Roussillon sowie Vorsitzender des Regionalen Naturparks Camargue. Von 1956 bis 1972 war er Mitglied der Académie des sciences et lettres de Montpellier.
Hüe kam am 23. Januar 1972 bei einem Verkehrsunfall ums Leben.

## Dedikationsnamen
Christian Érard und René de Naurois benannten 1973 die Unterart Galerida theklae huei der Theklalerche zu Ehren von François Hüe.